# Edoardo Vitale
Edoardo Vitale (Napoli, 29 novembre 1872 – Roma, 7 maggio 1948) è stato un direttore d'orchestra italiano che fu sostituto di Arturo Toscanini nel periodo 1908-1909 e diresse la prima esecuzione italiana del dramma musicale “Elettra” di Richard Strauss.

## Biografia
Fu allievo del Liceo musicale Santa Cecilia in Roma, ora Accademia Nazionale di Santa Cecilia, e vi si diplomò come direttore d'orchestra nel 1893.
Fu maestro concertatore e Direttore d'orchestra presso il Teatro La Fenice di Venezia durante le stagioni di carnevale 1898 e 1899.Il 22 febbraio 1900, ancora alla Fenice diresse la prima esecuzione dell’opera “Cenerentola” di Ermanno Wolf Ferrari.
Apprezzato da Arturo Toscanini, questi lo chiamò al Teatro alla Scala di Milano a svolgere l’incarico di suo sostituto nel triennio dal 1908 al 1910.Durante questo periodo, il 6 aprile 1909, diresse, alla Scala la prima rappresentazione italiana del dramma musicale Elettra di Richard Strauss.
Fu particolarmente attivo presso il “Teatro Costanzi”, ora Teatro dell'Opera di Roma, nel quale concertò e diresse molte opere liriche per un lungo periodo di anni.. Qui, il 26 dicembre 1919, Edoardo Vitale aprì la stagione dirigendo “Iris” di Mascagni in una esecuzione che fu recensita favorevolmente da Bruno Barilli, allora critico musicale del quotidiano “Il Tempo” di Roma.
Nel 1923 al Teatro Costanzi diresse una ripresa dell'opera “La Vestale” di Gaspare Spontini che, grazie anche alla sagace direzione del coro del maestro Achille Consoli, riscosse un vivo successo.
Fu direttore stabile dell’orchestra del Teatro San Carlo di Napoli negli anni 1904, 1927, 1928, 1929, 1930 e 1933.

### Annotazioni
1. ↑  Barilli scrisse: “...Ieri sera il Costanzi in gran gala ha riaperto i suoi battenti: “Iris”, prima opera della stagione, ha ottenuto un lieto successo...primo fra tutti il maestro commendatore Vitale a dare il maggior contributo al felice esito dell’opera che egli seppe con rara energia concertare e condurre di atto in atto a traverso il successo...”

### Fonti
1. 1 2   Edoardo Vitale, su Archivio digitale Ricordi. URL consultato il 9 febbraio 2023.
2. 1 2 3   Vitale, Edoardo, su Enciclopedia degli Italiani Treccani. URL consultato il 9 febbraio 2023.
3. ↑   Edoardo Vitale, su Archivio storico La Fenice-Venezia. URL consultato il 9 febbraio 2023.
4. ↑   Prima rappresentazione di Cenerentola di Wolf Ferrari, su Aechivio storico La Fenice. URL consultato il 9 febbraio 2023.
5. ↑   Edoardo Vitale, su Archivio storico Teatro dell'Opera di Roma. URL consultato il 9 febbraio 2023.
6. ↑   Bruno Barilli, Il sorcio nel violino, a cura di Luisa Avellini e Andrea Cristiani, collana Einaudi Letteratura - 69, Editore Einaudi, 1983,  pp. 162-164, ISBN 88-06-05450-3.
7. ↑   Alessandra Cruciani, alla voce Consoli Achille, su Dizionario Biografico degli italiani Treccani, 1º gennaio 1983. URL consultato il 10 febbraio 2023./ref>
8. ↑   L'orchestra e i direttori, elenchi: Edoardo Vitale [collegamento interrotto], su Memorie del Teatro San Carlo. URL consultato il 9 febbraio 2023.